# 水鏡 (日本史書)
《水鏡》是日本史书四镜之一，屬於歷史物語，叙述从神武天皇到仁明天皇嘉祥3年（850年）之间57代的事迹，相传作者为中山忠亲。推定成立於鎌倉時代初期（1195年頃），该书偏重于佛教史。